# Зорепад (фільм)
«Зорепад» (рос. Звёздопад) — радянський фільм-драма 1981 року кіностудії «Мосфільм». За творами Віктора Астаф'єва «Зорепад», «Сашка Лебедєв», «Ода російському городу». 

## Сюжет
Вони зустрілися і полюбили один одного в прифронтовому місті. Йшла війна, яка диктувала свої закони, які не залишали місця для любові. Та й мати дівчини була проти одруження: адже якщо він загине, що станеться з її єдиною дочкою? І герой вирішує розлучитися з коханою назавжди…

## У ролях
- Петро Федоров —  Міша Єрофєєв
- Дар'я Михайлова —  Ліда
- Алла Демидова —  мати Ліди
- Віра Глаголєва —  Женька
- Максим Призов —  хлопчик
- Надія Бочкова —  дівчинка
- Петро Юрченков-старший —  Сашка, гітарист; солдат, що пройшов штрафбат
- Ольга Анохіна —  медсестра
- Олександр Безпалий —  поранений
- Володимир Грицевський —  солдат з Саратова
- Сергій Десницький —  військовий лікар
- Олександр Лебедєв —  вартовий
- Володимир Січкар —  епізод
- Микола Скоробогатов —  директор
- Валентина Титова —  актриса
- Іван Уфімцев —  поранений
- Анна Сидоркіна —  епізод
- Леонід Ясеницький —  епізод
- Наталія Кочетова —  епізод

## Знімальна група
- Автор сценарію і режисер-постановник: Ігор Таланкін
- Оператор-постановник: Георгій Рерберг
- Художник-постановник: Володимир Аронін
- Композитор: Альфред Шнітке